# 오픈파워 재단

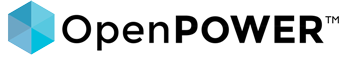

오픈파워 재단(OpenPOWER Foundation)은 IBM이 시작하고 2013년 8월 6일에 "오픈파워 컨소시엄"으로 발표된 파워 ISA 기반 제품에 대한 협력이다. IBM은 프로세서 사양, 펌웨어 및 소프트웨어와 같은 파워 아키텍처 제품을 둘러싼 기술을 다음과 같이 공개한다. 자유 라이선스를 보유하고 있으며 파트너와 공동 개발 모델을 사용할 예정이다.
목표는 서버 공급업체 에코시스템이 미래의 데이터 센터 및 클라우드 컴퓨팅을 위한 자체 맞춤형 서버, 네트워킹 및 스토리지 하드웨어를 구축할 수 있도록 하는 것이다.
파워 ISA 명령어 집합을 관리하는 기관은 이제 오픈파워 재단이다. IBM은 컴플라이언트(Compliant) 구현에 대해 특허에 로열티가 없는 것을 허용한다. IBM의 IP를 기반으로 하는 프로세서는 이제 모든 파운드리에서 제작할 수 있으며 통합업체가 선택한 다른 하드웨어 제품과 혼합할 수 있다.
2019년 8월 20일, IBM은 오픈파워 재단이 리눅스 재단의 일부가 될 것이라고 발표했다.

## 같이 보기
- 오픈스팍